# Valdelinares (Soria)
Valdelinares es una localidad española del municipio de Valdemaluque, perteneciente a la provincia de Soria, en la comunidad autónoma de Castilla y León. Forma parte del partido judicial de Burgo de Osma.

## Historia
En el censo de 1879, ordenado por el conde de Floridablanca,  figuraba como lugar del partido de Ucero en la intendencia de Soria, con jurisdicción de abadengo y bajo la autoridad del alcalde pedáneo, nombrado por el obispo de Osma. Contaba entonces con 61 habitantes.
A la caída del Antiguo Régimen la localidad se constituyó en municipio constitucional  en la región de Castilla la Vieja que en el censo de 1842 contaba con 12 hogares y  44 vecinos. Hacia mediados del siglo XIX, la aldea, que había pasado a pertenecer a Valdemaluque, tenía contabilizadas 20 casas. Aparece descrita en el decimoquinto volumen del Diccionario geográfico-estadístico-histórico de España y sus posesiones de Ultramar de Pascual Madoz de la siguiente manera:

VAL DE LINARES: ald. del ayunt de Val de Maluque en la prov. de Soria (10 leg.), part. jud. del Burgo (2), aud. terr. y c. g. de Burgos (18), dióc. de Osma (2): sit. en una pequeña altura á la márg. der. del r. Ucero; goza de buena ventilacion y clima sano, aunque frio: tiene 20 casas; la que fue de ayunt.; escuela de instruccion primaria frecuentada por 8 alumnos de ambos sexos, á cargo de un maestro dotado con 15 fan. de trigo; una igl. (La Degollacion de San Juan Bautista) aneja de la de Sotos del Burgo: confina el térm. con los de Ucero, Val de Maluque, Sotos y Rejas, con dos fuentes de esquisitas aguas que proveen a las necesidades del vecindario: el terreno fertilizado en parte por el r. Ucero, con puente de madera, es de mediana calidad; un monte robledar y un soto con arbolado de olmos. caminos: los que dirigen á los pueblos limítrofes. correo: se recibe y despacha en el Burgo. prod.: trigo, cenieno, cebada, avena, patatas, legumbres, leñas de combustible y buenos pastos, con los que se mantiene ganado lanar, cabrio y vacuno; hay caza de perdices y liebres y pesca de truchas y barbos. pobl.: 12 vec., 44 alm. cap. imp.: 9,674 rs. 26 mrs.
(Madoz, 1849, p. 257)

## Demografía
En el año 1981 contaba con 20 habitantes, concentrados en el núcleo principal, pasando a  6 en 2010, 2 varones y 4 mujeres.
| Gráfica de evolución demográfica de Valdelinares (Soria) entre 2000 y 2010                       |
|                                                                                                  |
| Población de derecho (2000-2010) según los censos de población del INE a 1 de enero de cada año. |

## Patrimonio
En la localidad hay una iglesia bajo la advocación de la Degollación de San Juan Bautista.

## Fiestas
Las fiestas son en honor a San Juan Degollado, también llamado San Juan Bautista. Varios pueblos y ciudades instauraron el patronazgo de este santo el día de su nacimiento, el 24 de junio. Sin embargo, otros honraron a San Juan el día de su degollación (29 de agosto), que son las fiestas de Valdelinares (29 y 30 de agosto).